# Антоан Ригодо
Антоан Ригодо (фр. Antoine Rigaudeau; 17. децембар 1971) бивши је француски кошаркаш. Играо је на позицији плејмејкера.

## Клупска каријера
Ригодо је каријеру започео у родном Шолеу, где је играо за истоименог прволигаша. После 8 професионалних сезона у којим је 4 пута узастопно (1991-1994) био МВП француског првенства, али у којима због не баш квалитетних саиграча није освојио нити један трофеј, одлучио се да напусти Шоле и пређе у најбољи француски тим у том тренутку, По Ортез. Већ у првој сезони са Ортезом, Ригодо осваја француско првенство и поново титулу најкориснијег играча лиге. Већ тада је било јасно да је својим квалитетом прерастао француску лигу, па је врло брзо уследио растанак са Ортезом и прелазак у најбољи тим Европе у том тренутку, Киндер из Болоње.
Већ у првој сезони европског “дрим тима” како су многи тад називали тим из Болоње, Киндер доминантном игром осваја титулу шампиона Италије и Европе. У сјајној генерацији тима из Болоње, коју су предводили Саша Даниловић и Зоран Савић на терену а Еторе Месина на клупи, Антоан Ригодо је имао улогу главног шутера. Његов посао је био искључиво да погађа шутеве са дистанце и он је то радио маестрално. У Киндеру се Ригодо задржао до 2003, освојио је још 3 Купа Италије, једну титулу италијанског и једну титулу европског шампиона. Са неким новим клинцима, које су предводили Ману Ђинобили, Матјаж Смодиш и Марко Јарић, Киндер је 2001. освојио нову титулу европског шампиона, у првој УЛЕБ Евролиги. Једна од главних улога у финалној серији са Таукерамиком припала је Ригодоу, који је својим погодцима у шуту за 3 поена излуђивао Баскијце. После шест успешних сезона у Болоњи, 2003. Ригодо напушта италијански тим и одлучује да се опроба у НБА лиги, у тиму Далас маверикса.
Иако је у САД и тим Далас маверикса испраћен као велика звезда и човек заслужан за велике успехе Киндера, Антоан Ригодо је напустио Тексас после само 6 месеци. За тај временски период одиграо је само 11 утакмица (просечно 8 минута). Током сезоне са Мевсима, било је приметно да Ригодо никако не успева да се привикне на нападачке шеме тренера Даласа Дон Нелсона. И поред загарантованог уговора за следећу сезоне, Ригодо одлучује да напусти Далас и да се врати у Европу, у екипу Памесе из Валенсије. После 3 године у Памеси, у којима је имао пуно проблема са повредама, Ригодо је одлучио да заврши каријеру.

## Репрезентација
Један од најбитнијих тренутака у каријери Ригодоа су сигурно ОИ у Сиднеју 2000, када је предводио репрезентацију Француске до олимпијског сребра. Бриљирао је Ригодо на том турниру и донео Француској медаљу са Олимпијског турнира у кошарци после 52 године. Следеће године пред ЕП у Турској одлучио је да се повуче из националног тима, али се вратио у репрезентацију за ЕП 2005. у Србији и Црној Гори. То је било уједно и последње такмичење на којем је наступао, и где је са Француском репрезентацијом освојио бронзану медаљу.